# Мост Биллингс
Мост Биллингс (англ. Billings Bridge) — мост через реку Ридо в Оттаве, Канада. Является частью улицы Бэнк-стрит. Назван в честь землевладельца Брэддиша Биллингса, который поселился в этих местах в начале 19 века и основал здесь ферму в 1812 году. Сооружён в 1916 году на месте моста Фармерс-Бридж (англ. Farmers Bridge).
Также название Мост Биллингс, или Биллингс-Бридж, относится к району Оттавы к юго-востоку от самого моста. Район был отдельной деревней и вошёл в состав Оттавы в 1950 г. Здесь расположен крупный торговый центр Billings Bridge Plaza.